# Apalachicola (Volk)

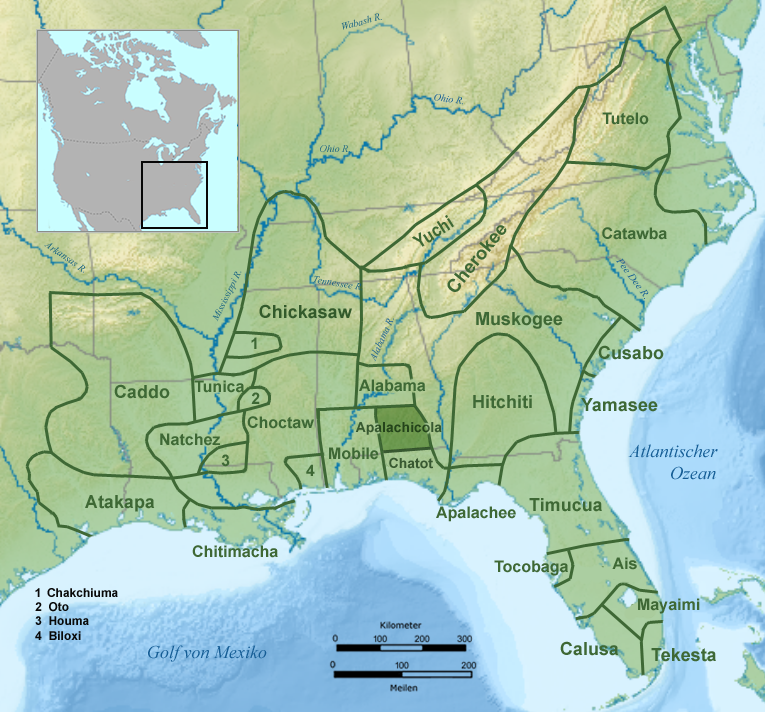
Stammesgebiet der Apalachicola im 17. Jahrhundert.

Die Apalachicola, auch Pallachacola, waren  ein nordamerikanisches Indianervolk, das am Apalachicola River im nordwestlichen heutigen Florida lebte. Sie sprachen einen Dialekt der Muskogee-Sprachen, der dem Hitchiti ähnelte. Ihr Name stammt aus dieser Sprache und bedeutet Leute von der anderen Seite, das sich vermutlich auf den Fluss bezieht.

## Wohngebiet
Die Apalachicola siedelten im 17. Jahrhundert am Savannah River gegenüber dem heutigen Mount Pleasant, in einem Dorf, das ihren Namen trug. Nach dem Yamasee-Krieg um 1716 zogen sie sich in ihr ehemaliges Wohngebiet am Zusammenfluss von Chattahoochee und Flint River zurück. Später zogen sie westwärts ins heutige Russell County in Alabama und blieben dort bis zu ihrer zwangsweisen Umsiedlung in das Indianerterritorium von 1836 bis 1840.

## Geschichte
In spanischen Dokumenten des siebzehnten Jahrhunderts erscheint erstmals der Name Apalachicola, und zwar 1675 als Bezeichnung für eine Stadt und in weiterem Sinn für alle Angehörigen der Muskogee in dieser Gegend. Um 1706 zog der Stamm vom Apalachicola River an den Savannah River, der später teilweise die Grenze zwischen South Carolina und Georgia bilden sollte. Ein Grund könnte die von den britischen Kolonisten finanzierten Sklavenjagden gewesen sein, denen zahlreiche Stammesmitglieder zum Opfer fielen. Eine Volkszählung im Jahr 1708 bezeichnete die Apalachicola vom Savannah River als Naleathuckles und erbrachte die Zahl von 80 Kriegern, die 30 km flussaufwärts am Savannah River siedelten. Ein genauerer Zensus wurde 1715 erhoben, bei dem die Apalachicola als ein Stamm bezeichnet wurden, der in zwei Dörfern am Savannah River lebte. Sie hatten eine Gesamtbevölkerung von 214 Personen, die sich aus 64 Männern, 71 Frauen, 42 Jungen und 37 Mädchen zusammensetzte.
Im Verlauf des Yamassee-Kriegs von 1715 bis 1717 beteiligten sich die Apalachicola bei den Angriffen benachbarter Stämme auf Siedlungen der britischen Kolonisten in South Carolina. Die Yamasee und die Apalachicola unternahmen trotz abgeschlossener Friedensverträge bis weit in die 1720er Jahre noch Überfälle auf Siedlungen South Carolinas. Die Überlebenden zogen danach an den Zusammenfluss von Chattahoochee und Flint River und später am Chattahoochee River entlang ins heutige Russell County in Alabama. Infolge des Indian Removal Acts von 1830 wurden auch die Apalachicola gezwungen, 1833 und 1834 zwei Verträge zu unterschreiben, in denen sie ihr Stammesgebiet im Südosten gegen Land westlich des Mississippi tauschen mussten. In den Jahren 1836 bis 1840 zogen die Apalachicola in das nördliche Indianerterritorium, das heutige Oklahoma. Dort siedelten sie in der Creek-Reservation und wurden nach und nach von den benachbarten Creek absorbiert. Heute sind ihre Nachkommen eingeschriebene Mitglieder der bundesstaatlich anerkannten Muscogee (Creek) Nation.
Der Apalachicola River, die Apalachicola Bay und die Stadt Apalachicola in Florida wurden nach dem Stamm benannt.